# Blankenhain
Blankenhain là một đô thị thuộc Weimarer Land trong bang Thüringen, Đức. Đô thị này có diện tích 113,53 km², dân số thời điểm 31 tháng 12 năm 2006 là 6820 người. Đô thị này có cự ly 14 km về phía nam của Weimar.